# Sùng Nhân
Sùng Nhân (giản thể: 崇仁县; phồn thể: 崇仁縣; bính âm: Chóngrén Xiàn) là một huyện thuộc địa cấp thị Phủ Châu, tỉnh Giang Tây, Trung Quốc.

## Hành chính
Huyện Sùng Nhân được chia ra làm 16 đơn vị hành chính cấp hương, bao gồm 7 trấn và 8 hương
- Trấn: Ba Sơn (巴山镇), Tương Sơn (相山镇), Hàng Phụ (航埠镇), Tôn Phường (孙坊镇), Hà Thượng (河上镇), Lễ Pha (礼陂镇), Mã Yên (马鞍镇)
- Hương: Thạch Trang (石庄乡), Lục Gia Kiều (六家桥乡), Bạch Lộ (白路乡), Tam Sơn (三山乡), Bạch Pha (白陂乡), Đào Nguyên (桃源乡), Hứa Phường (许坊乡), Quách Vu (郭圩乡)